# Alexandra Hofmann

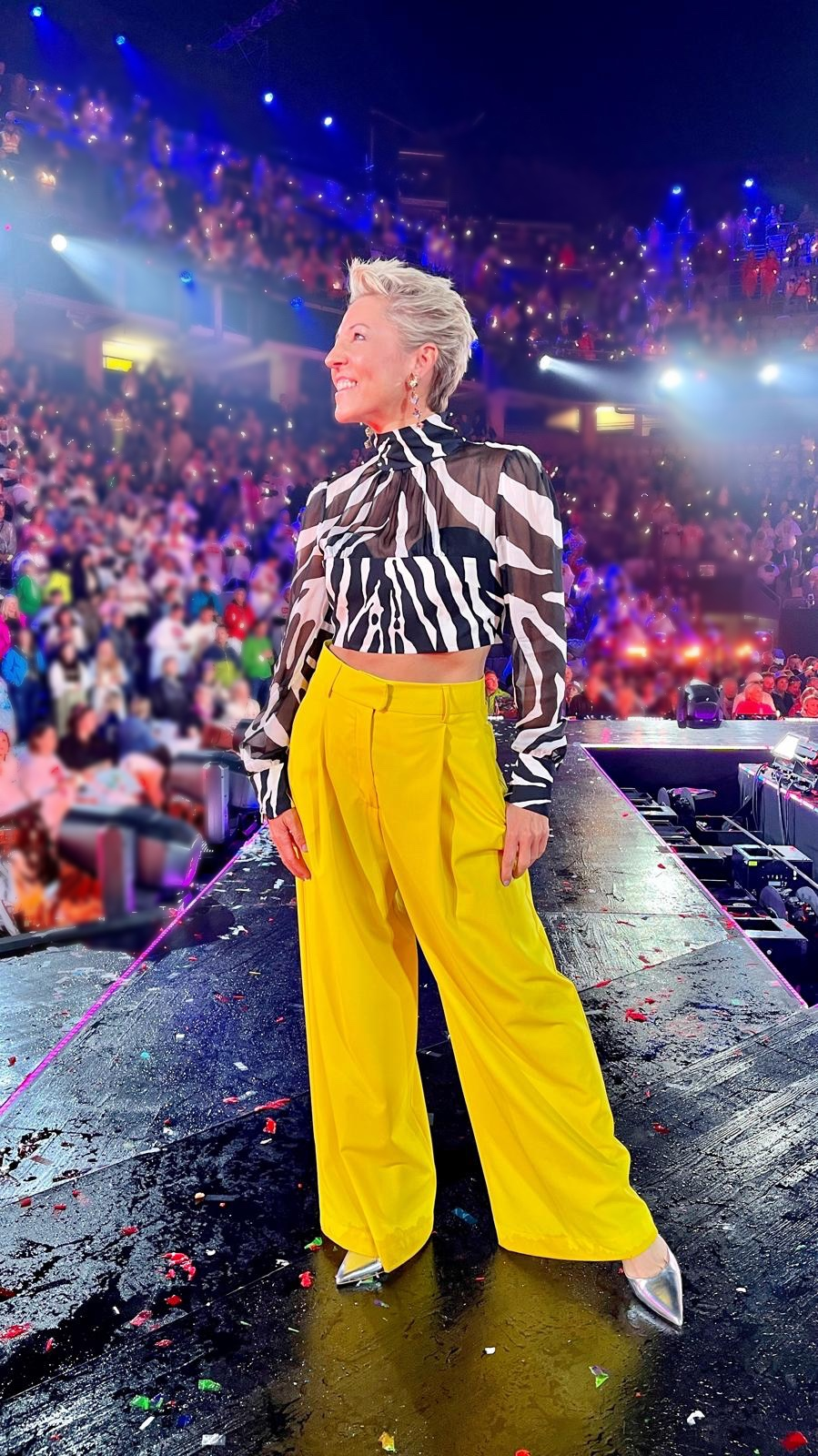
Alexandra Hofmann (2024)

Alexandra Hofmann (bürgerlich: Alexandra Geiger; * 11. Februar 1974 in Sigmaringen) ist eine deutsche Sängerin, Musikerin und Entertainerin.

## Leben
Alexandra Hofmann wuchs als Tochter von Josef Hofmann (1948–2023) und Elisabeth Hofmann gemeinsam mit ihrer Schwester Anita in Jungnau auf.
Bekannt wurde sie als eine Hälfte des Duos Geschwister Hofmann, das sie zusammen mit ihrer Schwester Anita bildete. Die Geschwister Hofmann waren ein erfolgreiches Schlager- und Volksmusikduo, das seit den 1990er-Jahren mehrere Alben veröffentlicht und Auftritte im deutschen Fernsehen absolviert hat.
Hofmann beherrscht auch mehrere Instrumente, darunter auch Klavier, Panflöte, Harfe, Saxophon und Akkordeon.
Alexandra Geiger ist seit dem 28. Juli 2001 mit Dietmar Geiger verheiratet und hat mit ihm zwei Söhne. Die Familie lebt in Meßkirch.

## Musik und Diskografie
Alexandra Hofmanns Album „Grün“ erschien am 6. Oktober 2023. Die Songs spiegeln Hofmanns optimistische Lebenseinstellung wieder. Die Intention der Sängerin ist es, mit diesem Album Hoffnung zu verbreiten und den Menschen Mut zu machen, an ihre Träume zu glauben. Es wurden die Singles "Mach's für dich", "Hier kommt Alex" und "Ich seh grün" veröffentlicht.
In ihrer Solo-Karriere hatte Alexandra Hofmann bereits zahlreiche Auftritte in TV-Shows. Unter anderem war sie bei Immer wieder sonntags, ZDF Fernsehgarten, Das Adventsfest der 100.000 Lichter 2023 und Schlagerbooom Open Air 2024 in Kitzbühel zu Gast.
Weitere Singles:
- Fliegst du mit mir heut Nacht (Stereoact Remix) (Deutsche Version) (Duett mit Jørgen Olsen) (Olsen Brothers)
- Fly On The Wings Of Love (Stereoact Remix) (Englische Version) (Duett mit Jørgen Olsen) (Olsen Brothers)
- Mitten in der Nacht

## Tourneen
- 2006: Grenzenlos live
- 2008: Herzbeben live erleben
- 2012: Wir fliegen Tour
- 2024: 25 Jahre wir Tour
- 2016: 100.000 Volt Tour
- 2017: Frauenpower Tour (mit Stefanie Hertel)
- 2019: Wahnsinn Tour

## TV-Auftritte
- 1997: Grand Prix der Volksmusik
- 1998–2017: Wenn die Musi spielt – Open Air (6× teilgenommen)
- 2003–2005: Goldene Stimmgabel (2× teilgenommen)
- 2003–2012: Willkommen bei Carmen Nebel (5× teilgenommen)
- 2005–2024: Feste Shows mit Florian Silbereisen (7× teilgenommen)
- Musikantenstadl
- Immer wieder Sonntags
- ZDF Fernsehgarten
- Schlager-Spaß mit Andy Borg

## Autorin
Alexandra Hofmann hat die Drehbücher für folgende Musikvideos geschrieben:

Alexandra Hofmann:
- Mach's für dich
- Hier kommt Alex
- Lights of freedom (feat. Jørgen Olsen)
- Fliegst du mit mir heut Nacht (Stereoact Remix feat Jørgen Olsen)
- Fly on the wings of love (Stereoact Remix feat. Jørgen Olsen)
- Ich seh grün

Anita & Alexandra Hofmann:
- Jetzt oder nie
- Mein Engel
- Ich knips den Sommer wieder an
- 100.000 Volt
- Piraten der Nacht
- S.O.S.
- Männerversteher (feat. Stefanie Hertel)
- Keine Liebeslieder!
- Dann kamst du
- Hautkontakt
- Hollywood
- Wahnsinn
- Komet
- Wilde Zeiten
- Sünden der Nacht

## Moderne Kunst
Aurelia-art ist ein Künstlerduo, bestehend aus Alexandra Hofmann und Ray Schnutenhaus, das für seine farbenfrohen Werke bekannt ist. Das Duo hat sich auf die Kunstform der Smartographie spezialisiert, bei der sie Fotografie mit Farbe und weiteren Materialien kombinieren, um Bilder 3D-Optik zu schaffen.
Ihre Kunst zeichnet sich durch den Einsatz von kräftigen Farben und klaren Linien aus, die typische Merkmale der Popart darstellen. Alexandra Hofmann und Ray Schnutenhaus sind Partner der Walentowski Galerien, in denen sie regelmäßig ihre Werke präsentieren.

## Soziales Engagement
Alexandra Hofmann leitet mit großer Hingabe den Verein Sonnenkinder e.V. Der Verein setzt sich unter anderem aktiv für Inklusion ein und sorgt dafür, dass Kinder mit und ohne Behinderung gemeinsam spielen und lernen können. Alexandra Hofmann und ihr Team schaffen bei ihren Projekten eine liebevolle Umgebung, in der sich jedes Kind wohlfühlt und seine individuellen Stärken entfalten kann. Neben der Förderung der sozialen Integration unterstützt der Verein auch krebskranke Kinder und deren Familien. Gerade der Umgang mit "Geschwister-Kindern" spielt nach Ansicht von Hofmann eine große Rolle.